# Dicranomyia cnephosa
Dicranomyia cnephosa är en tvåvingeart som först beskrevs av Alexander 1959.  Dicranomyia cnephosa ingår i släktet Dicranomyia och familjen småharkrankar.
Artens utbredningsområde är Nepal. Inga underarter finns listade i Catalogue of Life.